# Ejido de Tlanempa
Ejido de Tlanempa är en ort i Mexiko.   Den ligger i kommunen Chicontepec och delstaten Veracruz, i den sydöstra delen av landet, 200 km nordost om huvudstaden Mexico City. Ejido de Tlanempa ligger 99 meter över havet och antalet invånare är 204.
Terrängen runt Ejido de Tlanempa är kuperad åt sydväst, men åt nordost är den platt. Runt Ejido de Tlanempa är det ganska tätbefolkat, med 65 invånare per kvadratkilometer. Närmaste större samhälle är La Ceiba, 17,1 km söder om Ejido de Tlanempa. Trakten runt Ejido de Tlanempa består till största delen av jordbruksmark.